# Aleksander Nawarecki
Aleksander Nawarecki (* 19. April 1955 in Katowice) ist ein polnischer Literaturhistoriker, Literaturtheoretiker und Essayist, der sich in seiner wissenschaftlicher Arbeit vorwiegend mit der Geschichte der polnischen Dichtung seit dem Barock bis zur Gegenwart sowie dem Close Reading befasst.

## Leben
Nawarecki besuchte von 1970 das Gymnasium in Katowice und nahm nach dem Abitur ein Studium der Polonistik an der Schlesischen Universität in Katowice auf, wo er 1978 den Magister erlangte. Von 1979 bis 1982 besuchte er ein Promotionsstudium am Institut für Literaturforschung der Polnischen Akademie der Wissenschaften in Warschau. 1981 debütierte er mit dem Artikel Sarmacki kanibalizm księdza Baki. 1982 wurde er als wissenschaftlicher Assistent am Institut für Polnische Literatur und Kultur der Schlesischen Universität eingestellt. 1992 promovierte er mit der Arbeit Rzeczy i marzenia. Studia o wyobraźni poetyckiej skamandrytów und wurde wissenschaftlicher Mitarbeiter am Institut für Polnische Literatur und Kultur. 1993 habilitierte er am Instytut Badań Literackich mit der Monografie Czarny karnawał. „Uwagi o śmierci niechybnej“ księdza Baki – poetyka tekstu i paradoksy recepcji. 1995 wurde er als Professor und 2003 als außerordentlicher Professor an die Schlesische Universität berufen. Seit 2003 ist er zudem Leiter des dortigen Instituts für Literaturtheorie. Zudem war er Mitautor des Literaturlehrbuchs für die Mittelschule Przeszłość to dziś. 2009 dozierte er an der Universität Vilnius. In demselben Jahr wurde er Jurymitglied des Literaturpreises Gdynia. Seit 2013 leitete er das Projekt Historyczny słownik terminów literackich. Źródła i przemiany wybranych pojęć (Historisches Wörterbuch literarischer Termini. Quellen und Wandel ausgewählter Begriffe).
Er lebt in Warschau und Katowice.

## Publikationen
- Czarny karnawał. „Uwagi o śmierci niechybnej“ księdza Baki – poetyka tekstu i paradoksy recepcji, 1991
- Rzeczy i marzenia. Studia o wyobraźni poetyckiej skamandrytów, 1993
- Pokrzywa, 1996
- Mały Mickiewicz. Studia mikrologiczne, 2003
- Lajerman, 2010
- Parafernalia. O rzeczach i marzeniach, 2014

## Herausgeberschaft
- Józef Baka: Poezje, 1986
- Jarosław Iwaszkiewicz: Twórczość Jarosława Iwaszkiewicza, 1993
- Starość. Wybór materiałów z VII Konferencji Pracowników Naukowych i Studentów Instytutu Nauk o Literaturze Polskiej UŚl., 1995
- Kanonada. Interpretacje wierszy polskich (1939–1989), 1999
- Józef Baka: Uwagi, 2000
- Miniatura i mikrologia literacka, 3 Bände, 2000–2003
- Skala mikro w badaniach literackich, 2005
- Wykłady lozańskie Adama Mickiewicza, 2006
- Piłeczka. Studia o ruchu i melancholii, 2016, mit